# Harpagofututor
 (septembre 2019).
Harpagofututor volsellorhinus
Genre
Espèce
Harpagofututor est un  genre fossile de chondrichtyens, un poisson holocéphale ayant vécu au Carbonifère inférieur (Mississippien) en Amérique du Nord, il y a environ entre 326,4 à 318,1 millions d'années, et dont la seule espèce connue est Harpagofututor volsellorhinus.

## Description
C'était un poisson en forme d'anguille presque sans écailles. Avec ses 20 cm de long, il nageait avec l’aide de ses nageoires, mais s’appuyait également sur la locomotion du corps entier pour se déplacer. Le poisson avait aussi suffisamment de dents pour manger des mollusques. Des études montrent qu'Harpagofututor est considéré comme apparenté aux Chimaeriformes[Lesquelles ?].

## Découverte
Harpagofututor a été découvert dans les années 1980 dans la région de Bear Gulch, dans le Montana, par le paléontologue de Université d'Adelphi, Richard Lund, qui explore les formations calcaires de la région depuis 1969. On pensait que la région était l’emplacement d’une baie peu profonde[Qui ?]. Les restes de l'animal sont trouvés dans toute la région. Des examens plus approfondis des pigments des tissus mous de ces restes fossilisés ont permis de mieux comprendre le poisson et ses organes internes, y compris son système de reproduction.